# دیوار مهربانی

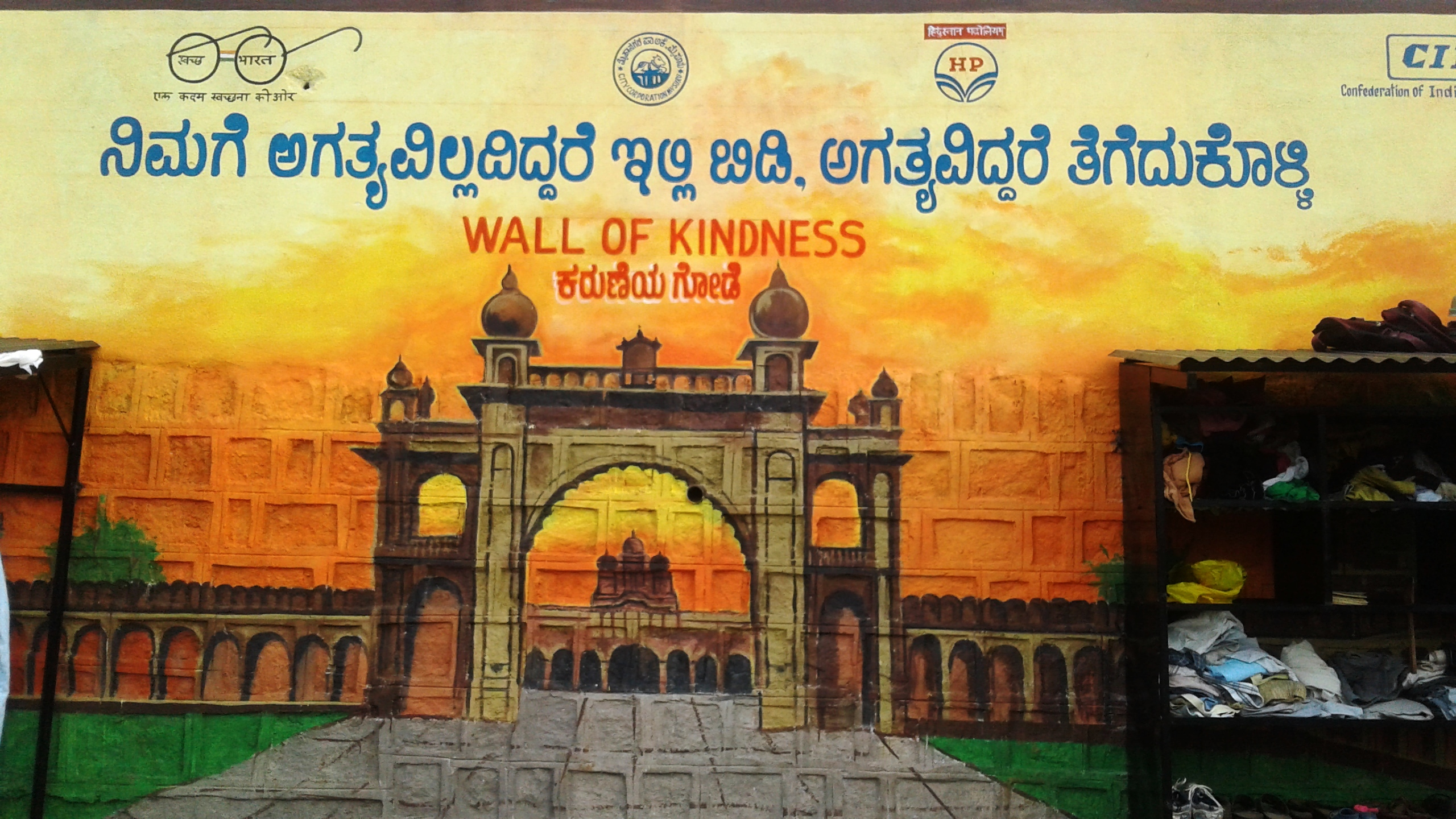
دیوار مهربانی در هند

دیوار مهربانی به مکان‌هایی در سطح شهرها گفته می‌شود که مردم می‌توانند وسایلی (خصوصاً لباس) را که به آن‌ها نیاز ندارند، در آنجا قرار بدهند تا افراد نیازمند از آن‌ها استفاده کنند. شعار این مکان‌ها در ایران عبارت بود از «نیاز داری، بردار. نیاز نداری، بگذار».

## کمک به نیازمندان
دیوار مهربانی که اولین بار توسط مردم ایلام ابداع شد، در تهران و سایر شهرهای ایران الهام‌بخش مردم پاکستان بوده‌است، به‌طوری‌که، ابتکار مردم ایران برای «کمک به نیازمندان» به کشور پاکستان نیز رسیده، و دانشجویان پاکستانی در شهر پیشاور با کمک یکدیگر «دیوار مهربانی» به راه انداختند و همچنین در کشورهای دیگری همچون عراق و چین و کشورهای دیگر آسیایی مورد استقبال مردم قرار گرفته‌است.
از دنیای واقعی تا دنیای مجازی این دیوارهای مهربانی راه پیدا کرده‌اند.

## انتقاد
انگیزه اصلی تشکیل دیوارهای مهربانی و امثال آن ایجاد روحیه همیاری و مشارکت در بین مردم برای درک نیازمندان و ابراز همدردی با آن‌ها است که از حس نوع دوستی و عشق سر چشمه می‌گیرد گه از هر نظر مورد ستایش است؛ ولی معمولاً زمان نشان داده که این‌گونه فعالیت‌ها بدون هر گونه سازماندهی در دست افراد نا اهل نه تنها هدف خود را تأمین نمی‌کنند بلکه موجبات وبال و نا امنی را فراهم می سازندو بنابراین سؤال را پیش می‌آورد آیا آنچه که با روال فعلی بدست مردم نیازمند واقعی می‌رسد، ارزش این تلاش را دارد.

## از بین رفتن
پس از یک سال از شیوع این پدیده در ایران، به تدریج دیوارهای مهربانی به فراموشی سپرده شدند. پس از یک سال فقط چند میخ و دو کلمه دیوار مهربانی از آن باقی‌مانده و دیگر هیچ کس لباسی روی آن آویزان نمی‌کند. دلایل مختلفی برای از بین رفتن این دیوارها بیان شده‌است مثل نبود شرایط مناسب نگهداری لباس‌ها، بهداشتی نبودن لباس، سو استفاده افراد سود جو، ...